# قائمة دور النشر في لبنان
لعقود طويلة كان لبنان قبلة للكتاب والمثقفين في الشرق الأوسط وحتى شمال إفريقيا، وفضاء لنشر الكتب السياسية والفكرية بحرية، والتي قد تكون ممنوعة في دول كثيرة أخرى خصوصا في منطقتي شمال إفريقيا والشرق الأوسط.
وقد وصف لبنان في سبعينيات القرن الماضي بمطبعة العرب، نظرا لحركة الترجمة والطبع والنشر والتوزيع التي كانت هي عاصمتها في الشرق الأوسط وشمال إفريقيا مع توفر بعض المساحة من الحربة المفقودة في كثير من الدول العربية.

## فكرة عامة
تميز لبنان مع نهايات القرن الثامن عشر والنصف الأول من القرن التاسع عشر الماضي بنهضة أدبية وثقافية واسعة بدأت مع أواخر الوجود العثماني والانتداب الفرنسي، وقد ظهر في تلك الحقبة المئات من الأدباء والشعراء والعلماء والفلاسفة والمفكرين؛ جلهم من بلاد الشام من بينها لبنان، ومن أبرز هؤلاء جبران خليل جبران وأمين الريحاني وتوفيق يوسف عواد وغيرهم.
وبالموازاة مع ذلك عرف لبنان طفرة في دور النشر والتوزيع والمطابع والمكتبات والخزانات.. ساهمت في خلق حركية ثقافية مهمة في منطقة المينا والدول الناطقة بالعربية.
يُنتج لبنان وحده إلى حدود معطيات سنوات العشرية الأولى من الألفبة الثانية نحو 30% من مجموع العناوين الصادرة في الدول العربية كلها والبالغة نحو 8500 عنوان في السنة. أما العناوين التي تُطبع في لبنان سنويًا فتبلغ نحو 7500 عنوان.

## قائمة دور النشر اللبنانية
```
يبلغ عدد دور النشر في لبنان حوالي 650 دار نشر مسجلة لدى النقابة. إن لبنان يمتاز بوجود أكبر عدد من دور النشر مقارنة بحجمه بين الدول العربية من حيث عدد السكان والمساحة.
[
3
]
```

تضم هذه القائمة أشهر دور النشر المستمرة والمتوقفة، وتلك التي لها تاريخ في لبنان الحديث، مرتبة ترتيبا أبجديا كالآتي:
1. منشورات ضفاف
2. دار صادر للنشر
3. أكاديميا انترناشيونال للنشر
4. الدار العربية للعلوم للنشر
5. الدار النعمانية للنشر
6. الدار النموذجية للنشر
7. المؤسسة الجامعية للدراسات —مجد للنشر
8. *المركز العربي للأبحاث ودراسة السياسات
9. *المكتب الإسلامي
10. *المكتبة البولسية
11. *المكتبة الثقافية
12. *المكتبة الحديثة
13. *المكتبة الشرقية
14. *المكتبة العصرية
15. دار آدم برس
16. دار أجيال المصطفى
17. دار أنطوان عبد الحق
18. دار إحياء التراث العربي
19. دار ابن حزم
20. دار ابن كثير للنشر
21. دار اصالة العربية
22. دار الآداب
23. دار الأرقم بن أبي الأرقم
24. دار الأسرة للطباعة والنشر
25. دار الأمير للثقافة والعلوم
26. دار الأندلس
27. دار الأيمان
28. دار البحار
29. دار البدايات
30. دار البديع
31. دار البشائر الإسلامية
32. دار التبليغ الإسلامي
33. دار التبيان للتراث
34. دار التعارف
35. دار التقدم العربي
36. دار التقريب بين المذاهب
37. دار التوفيق
38. دار التيار الجديد
39. دار الثقافة الإسلامية للطباعة
40. دار الثقافة الحديثة - انجازات
41. دار الجديد
42. دار الجزيرة
43. دار الجيل
44. دار الحداثة
45. دار الحدائق
46. دار الحديث للطباعة والنشر
47. دار الحركة الثقافية/أنطلياس
48. دار الحضارة
49. دار الحق
50. دار الحقائق
51. دار الحوار
52. دار الخلود
53. دار الخيال
54. دار الرائد العربي
55. دار الراتب الجامعية
56. دار الرافدين
57. دار الرقي
58. دار الروضة
59. دار رياض الريس
60. دار الريحاني
61. دار الزهراء
62. دار الساقي
63. دار الشرق العربي للطباعة
64. دار الشركة عبر الشرق
65. دار الشروق
66. دار الشفق العربي
67. دار الشمال
68. دار الصادق للدراسات والإنماء
69. دار الصفوة
70. دار الطليعة
71. دار العالم الإسلامي
72. دار العصر الحديث
73. دار العلم للملايين
74. دار الغربة
75. دار الفارابي
76. دار الفراشة
77. دار الفكر
78. دار الفكر العربي
79. دار الفكر اللبناني
80. دار الفنون
81. دار القارئ العربي
82. دار القلم
83. دار القماطي
84. دار الكاتب العربي
85. دار الكتاب العالمي
86. دار الكتاب اللبناني
87. دار الكتاب للجميع
88. دار الكتب الإسلامية
89. دار الكتب العلمية
90. دار الكشاف
91. دار الكنوز الأدبية
92. دار المؤلف
93. دار المحجة البيضاء
94. دار المختار
95. دار المختار العربي
96. دار المدينة
97. دار المرتضى
98. دار المركز الثقافي العربي
99. دار المركز الوطني للدراسات
100. دار المشاريع
101. دار المشرق
102. دار المعرفة
103. دار المفيد
104. دار الملاك
105. دار المناهل للطباعة والنشر والتوزيع
106. دار المنتظر للطباعة والنشر
107. دار المنشورات الحقوقية
108. دار المنهاج
109. دار المنهل اللبناني
110. دار المواسم
111. دار الميم
112. دار النديم
113. دار النفائس
114. دار النهضة العربية
115. دار الهادي
116. دار الوحدة الإسلامية والتوثيق
117. دار الوفاق
118. دار الولاء
119. دار بشاريا للطباعة
120. دار بيت الحكمة
121. دار بيريت
122. دار ديناميك غرافيك
123. دار رواد النهضة
124. دار رياض الريس
125. دار زكريا
126. دار سبيل الرشاد
127. دار سوريد
128. دار سيبار
129. دار شركة العماد
130. دار شركة المداد
131. دار شهرزاد
132. دار صادر
133. دار صوت الناس
134. دار عالم الكتب
135. دار عشتار
136. دار عنيسي
137. دار فريد صايغ
138. دار قابس للطباعة والنشر
139. دار قرطبة
140. دار قنبز ش. م. م.
141. دار كتب ش.م.م
142. دار كنعان
143. دار لبنان
144. دار لحد خاطر
145. دار مارون عبود
146. دار مختارات
147. دار مركز الاستشارات والبحوث التربوية - ادوكارت
148. دار مركز الدراسات الإستراتيجية والبحوث
149. دار مركز دراسات الوحدة العربية
150. دار مكتبة الهلال
151. دار منشورات الرسل
152. دار منشورات بحسون الثقافية
153. دار منشورات بدران
154. دار منشورات جروس برس
155. دار منشورات عويدات
156. دار منهل الحياة
157. دار ميوزيك
158. دار نداف
159. دار نظير عبود للطباعة والنشر
160. دار نوبيليس
161. سوفنير بوك هاوس
162. شركة الإبداع الحرف الذهبي
163. شركة الحوار الثقافي ش. م.م
164. شركة العريس للكمبيوتر
165. شركة المطبوعات للنشر والتوزيع
166. شركة المطبوعات للنشر والتوزيع
167. شركة رشاد برس
168. شركة ورشة الموارد العربية
169. مؤسسة آل البيت
170. مؤسسة الأعلمي للمطبوعات
171. مؤسسة الإيمان
172. مؤسسة الانتشار العربي
173. مؤسسة البلاغة
174. مؤسسة التاريخ العربي
175. مؤسسة الخليل التجارية
176. مؤسسة الرحاب الحديثة
177. مؤسسة الريان
178. مؤسسة العلا للطباعة والنشر
179. مؤسسة القبس
180. مؤسسة المعارف
181. مؤسسة دار الكتاب الحديث
182. مؤسسة سعادة للثقافة
183. مؤسسة عز الدين للطباعة والنشر
184. مؤسسة نوفل
185. مركز الزيتونة للدراسات والاستشارات
186. مركز المنشورات الفنية
187. مطبعة صادر
188. مكتبة أنطوان
189. مكتبة الحياة
190. مكتبة الفرح
191. مكتبة المدرسة
192. مكتبة المعارف اللبنانية
193. مكتبة بيسان للنشر والتوزيع والإعلام
194. مكتبة ريمون الجديدة
195. مكتبة لبنان
196. منشورات الحلبي الحقوقية للطباعة والنشر والتوزيع
197. منشورات طريق المحبة

## وصلات خارجية
الموقع الرسمي لنقابة اتحاد الناشريين اللبنانيين